# Mistrzostwa Europy w Łucznictwie 1986
9. Mistrzostwa Europy w łucznictwie odbyły się w dniach 28 - 29 czerwca 1986 w Izmirze w Turcji. 

## Medaliści

### Strzelanie z łuku klasycznego
| Konkurencja:           | Złoto:                                                          | Srebro:                                                      | Brąz:                                                               |
| indywidualnie kobiet   | Ludmiła Arżannikowa                                             | Jelene Marfel                                                | Zebiniso Rustamowa                                                  |
| indywidualnie mężczyzn | Tomi Poikolainen                                                | Igor Prokopiw                                                | Tiny Reniers                                                        |
| drużynowo kobiet       | ZSRR · Ludmiła Arżannikowa · Jelene Marfel · Zebiniso Rustamowa | RFN · Manuela Dachner · Margot Benz · Doris Haas             | Francja · Valérie Marest · Marie-Josée Bazin · Marie-Louise Turazzi |
| drużynowo mężczyzn     | ZSRR · Igor Prokopiw · Munko Daszicerenow · Witalij Szin        | Finlandia · Tomi Poikolainen · Kyösti Laasonen · Mika Savola | Szwecja · Gert Bjerendal · Göran Bjerendal · Mats Nordlander        |

## Klasyfikacja medalowa
| Lp. | Państwo   | Złoto | Srebro | Brąz | Razem |
| 1.  | ZSRR      | 3     | 2      | 1    | 6     |
| 2.  | Finlandia | 1     | 1      | 0    | 2     |
| 3.  | RFN       | 0     | 1      | 0    | 1     |
| 4.  | Francja   | 0     | 0      | 1    | 1     |
| 4.  | Holandia  | 0     | 0      | 1    | 1     |
| 4.  | Szwecja   | 0     | 0      | 1    | 1     |